# Philippe Lebon

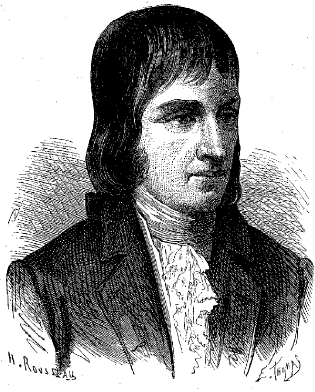
Philippe Lebon

Philippe Lebon (D'Humbersin) (Brachay, Haute-Marne, 29 mei 1767 – Parijs, 1 december 1804) was een ingenieur en geldt in Frankrijk als uitvinder van het lichtgas.

## Biografische schets
Hij was een leerling aan l'Ecole d'Ingénieur des Ponts et Chaussées van Parijs, daarna professor mechanica aan de École nationale des ponts et chaussées van Parijs. Zijn werk had vooral betrekking op de eigenschappen van drooggedistilleerd gas van hout. Hij gebruikte dit gas voor verlichting en verwarming. Zijn eerste toepassing was de gasverlichting van de stad Parijs. Hij verkreeg een patent voor zijn "thermolamp" die een revolutie betekende in de stadsverlichting.
Hij vond een gasmotor uit die hij nooit gebouwd heeft. Zoals de andere eerste motoren had hij geen compressieslag. Hij heeft inwendige verbranding en dubbelzijdige actie. Zie Etienne Lenoir.